# Sprężykowate

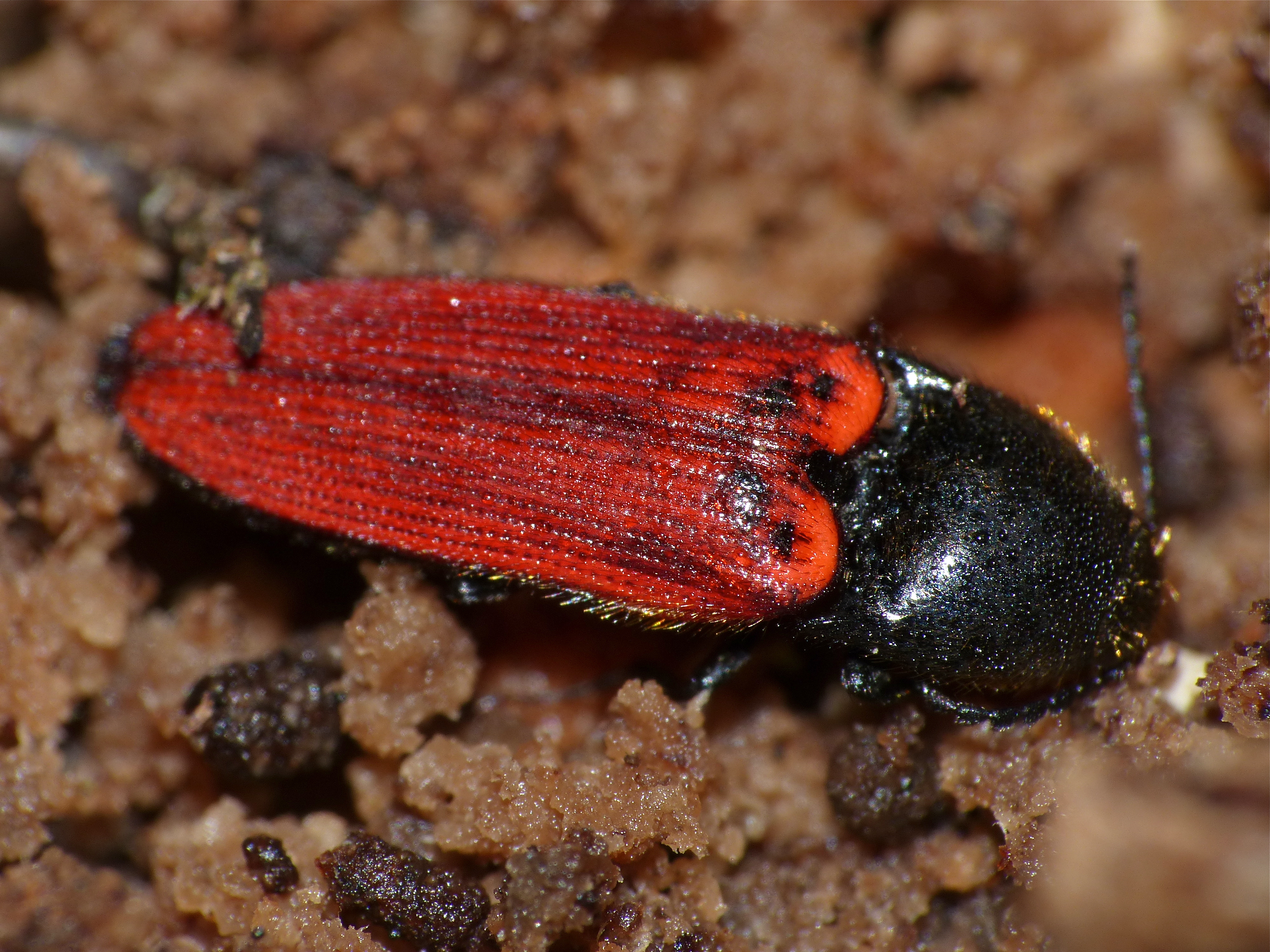
Ampedus quercicola

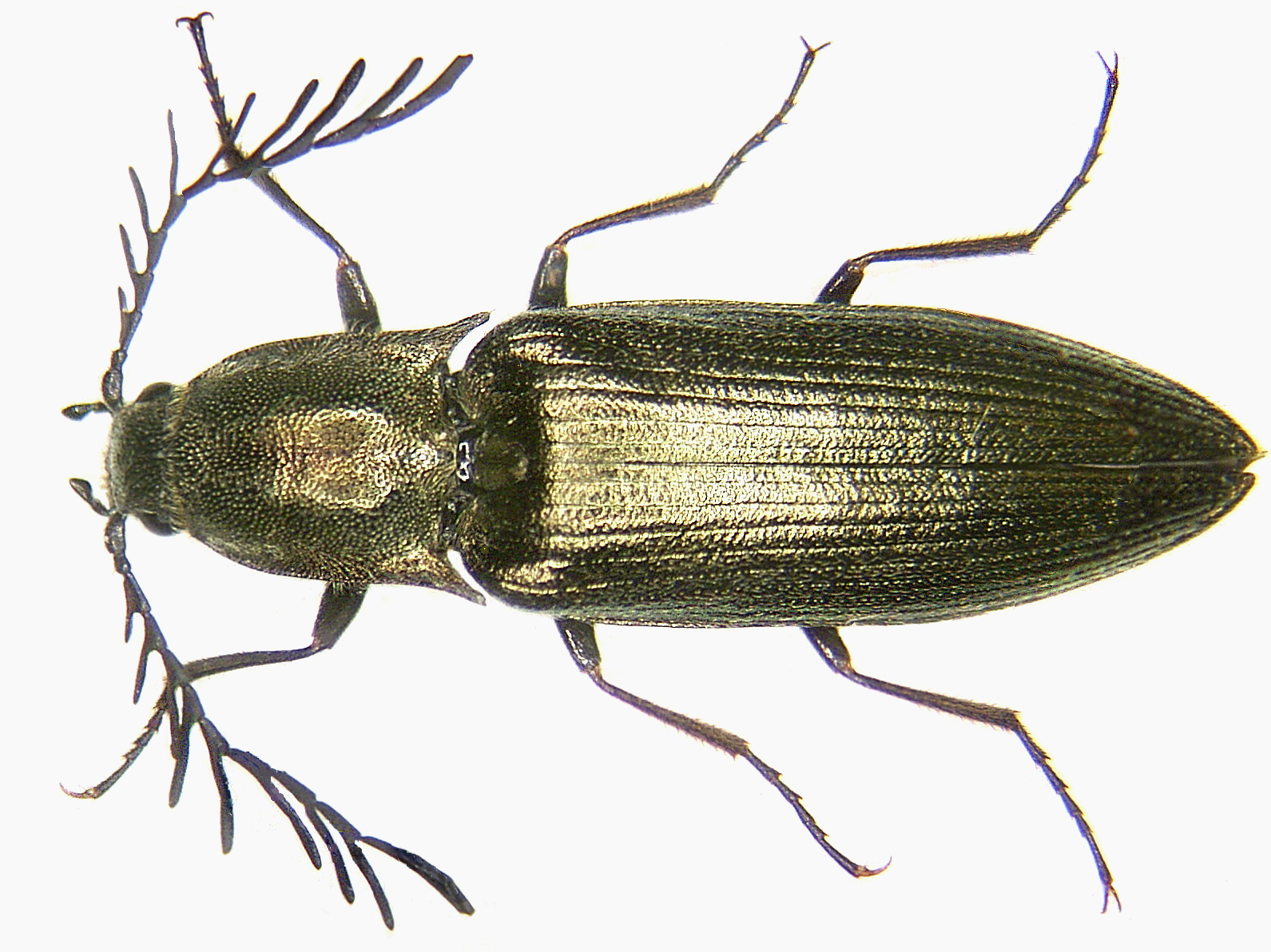
Zaciosek grzebykoczułki

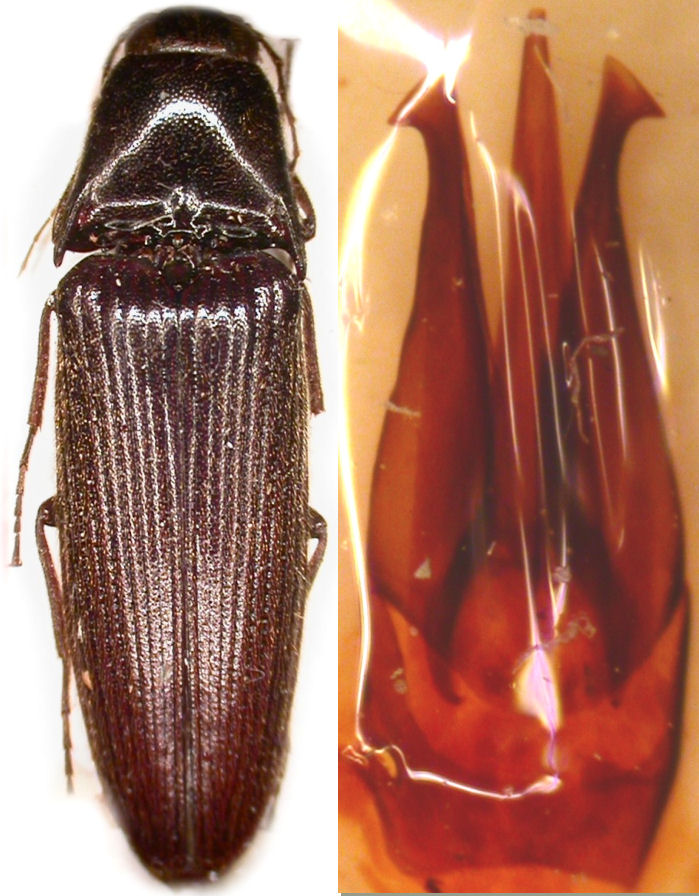
Samiec Megapenthes kieneri. Po prawej aparat kopulacyjny

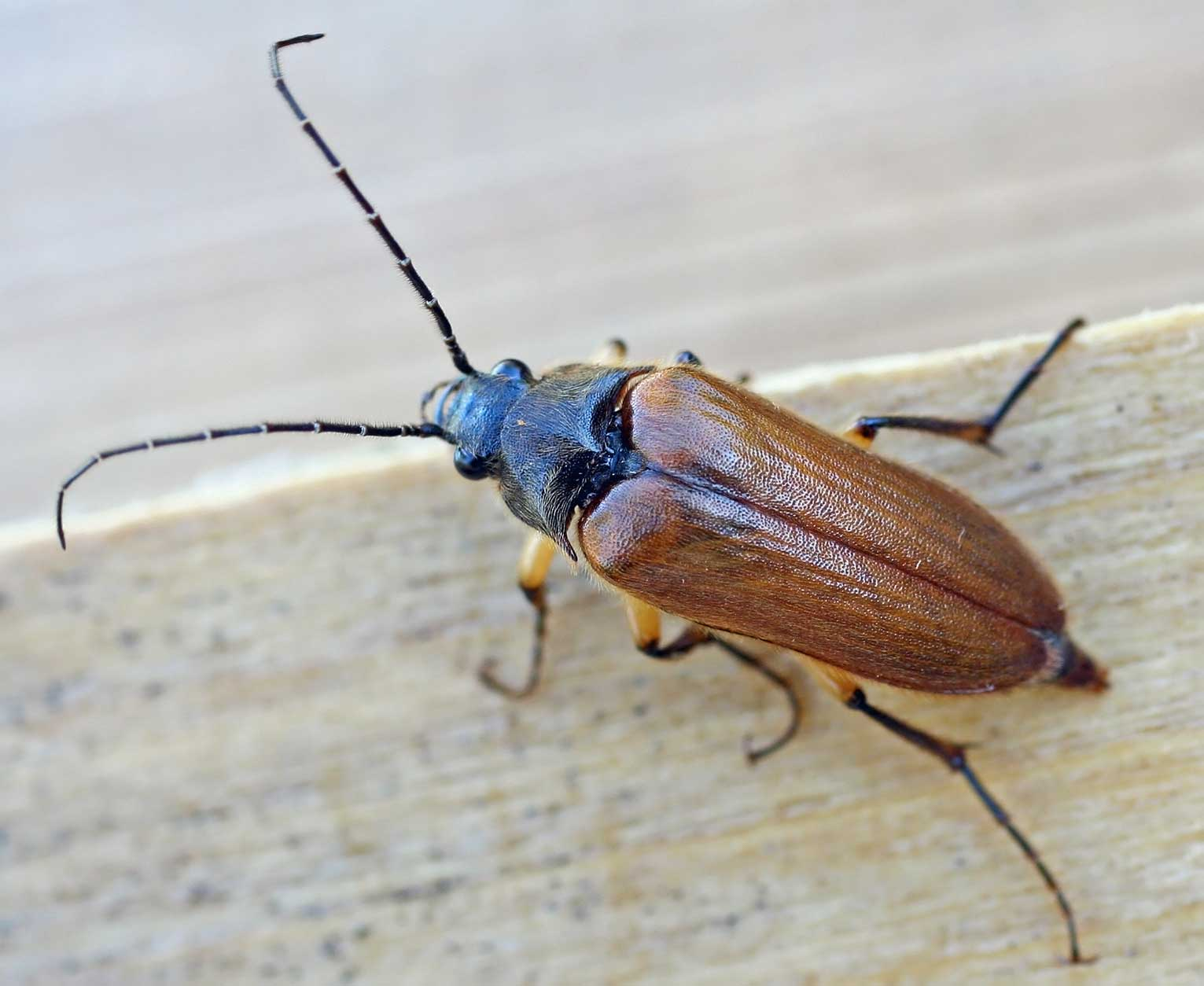
Samiec Cebrio gigas

Sprężykowate, sprężyki (Elateridae) – rodzina chrząszczy z podrzędu wielożernych i infrarzędu sprężykokształtnych. Kosmopolityczna. Liczy około 10 tysięcy opisanych gatunków. Larwy są drapieżne, saprofagiczne, rzadziej roślinożerne. Imagines mają wydłużone ciała i zazwyczaj potrafią podskakiwać po przewróceniu na grzbiet, dzięki mechanizmowi sprężynującemu. W rodzinie spotykana jest neotenia i zdolność do bioluminescencji.

## Opis

### Owady dorosłe
Chrząszcze te mają ciało długości od 1 do 60 mm, jajowate do wąsko podłużnego, najczęściej owłosione. Ubarwienie zwykle czarne lub brązowe, ale może być też metaliczne lub z elementami jaskrawo czerwonymi czy żółtymi. Głowę mają prognatyczną do hipognatycznej, z oczami położonymi bocznie i piłkowanymi lub grzebykowatymi czułkami osadzonymi poniżej listewki. Brak u nich nadustka, a warga górna jest w pełni ruchoma. Żuwaczki są łukowate. Przedtułów łączy się ruchomo ze śródtułowiem, co umożliwia działanie mechanizmu sprężynującego. Składa się on z międzybiodrowego wyrostka przedpiersia, wchodzącego w pozycji spoczynkowej w środkową bruzdę na śródpiersiu, z której może się gwałtownie wyślizgnąć, doprowadzając do wyrzutu owada. Przód przedpiersia może być ścięty lub formować płatek przykrywający od spodu narządy gębowe. Przedplecze często ma wystające tylne kąty. Duży, prawie trójkątny hypomeron u wielu gatunków ma bruzdy do chowania czułków. Pokrywy są wydłużone, wyposażone w 9 (rzadko 10) punktowanych lub bruzdowatych rzędów. Skrzydła tylne zwykle w pełni wykształcone. Odnóża są smukłe, o wszystkich stopach pięcioczłonowych. Na odwłoku widocznych jest pięć sternitów. Edeagus jest zwykle prosty i spiczasty, a paramery mogą być spiczaste, strzałkowate lub u szczytu haczykowate.
Od powyższego opisu znacznie odbiegają Drilini i Cebrionini (do niedawna traktowane jako osobne rodziny). U obu tych grup pojawiają się miękkie, słabo zesklerotyzowane ciała i neoteniczne samice, u Drilini larwokształtne i bezskrzydłe.

### Larwy
Larwy typowych sprężykowatych, są długie i wąskie, prawie walcowate lub spłaszczone, długości do 60 mm. Ich oskórek może mieć różny stopień sklerotyzacji, a w przypadku gdy jest on twardy larwy określane są mianem drutowców. Głowę mają prognatyczną, klinowatą, pozbawioną nadustka i wargi górnej, wyposażoną w liczące 1–3 ząbki nasale na przedniej krawędzi. Przyoczka larwalne występują w liczbie do 6 par. Głaszczki obu par są dobrze rozwinięte, a trójczłonowe czułki mają 1–6 narządów zmysłowych na członie drugim. Odnóża są smukłe, 5-członowe. Odwłok buduje 10 segmentów, z których dziewiąty ma różnie zmodyfikowany tergit oraz u części gatunków żeberkowany lub opatrzony hakami sternit. Odmiennie zbudowane są larwy Drilini, cechujące się m.in. tylko 2-członowymi głaszczkami wargowymi i obecnością wyrostków pleuralnych oraz bocznych tergalnych na odwłoku, które jednak ulegają redukcji w ostatnim stadium.

## Biologia i występowanie
Larwy rozwijają się w glebie, ściółce leśnej lub martwej materii roślinnej. Są drapieżne, saprofagiczne lub wszystkożerne. Niektóre są roślinożercami, odżywiającymi się korzeniami i nasionami traw, a okazjonalnie także bulwami i korzeniami warzyw. We wszystkich przypadkach pobierają pokarm płynny, trawiony zewnętrznie. Osobniki dorosłe zwykle są aktywne po południu, wieczorem czy w nocy. W plemieniu Pyrophorini mają narządy świetlne. Pokarmem imagines mogą być piersiodziobe, owocniki grzybów, przejrzałe owoce czy nektar. Po przewróceniu na grzbiet mogą wykonywać skoki, dzięki mechanizmowi sprężynującemu, co chroni je przed napastnikami. Spotykane jest także ubarwienie ostrzegawcze, będące tu przypadkiem mimikry.
Rodzina kosmopolityczna. W Nearktyce stwierdzono niespełna tysiąc gatunków, a w Polsce 139.

## Systematyka
Rodzina ta liczy około 10 tysięcy opisanych gatunków, będąc największą spośród sprężyków i sprężykokształtnych oraz dziewiątą wśród chrząszczy. Analizy molekularne jako jej najbliższych krewnych wskazują Phengodidae, Rhagophthalmidae i rozgniotkowate. Podział sprężykowatych na podrodziny nie jest stabilny. W systemie Boucharda i innych z 2011 zaliczono tu 18 podrodzin:
- Cebrioninae Latreille, 1802
- Agrypninae Candèze, 1857
- Thylacosterninae Fleutiaux, 1920
- Lissominae Laporte, 1835
- Semiotinae Jakobson, 1913
- Campyloxeninae Costa, 1975
- Pityobiinae Hyslop, 1917
- Oxynopterinae Candèze, 1857
- Dendrometrinae Gistel, 1848
- Negastriinae Nakane and Kishii, 1956
- Elaterinae Leach, 1815
- Cardiophorinae Candèze, 1859
- Hemiopinae Fleutiaux, 1941
- Physodactylinae Lacordaire, 1857
- Eudicronychinae Girard, 1971
- Subprotelaterinae Fleutiaux, 1920
- Morostomatinae Dolin, 2000
- †Protagrypninae Dolin, 1973

W 2011 Kundrata i Bocák na podstawie badań molekularnych włączyli do Agrypninae ślimacznikowate jako Drilini, do Elaterinae włączyli Cebrioninae jako plemię Cebrionini, a Dendrometrinae, Oxynopterinae i Pityobiinae włączyli w randze plemion (Pityobini, Oxynopterini i Dendrometrini) do Denticolinae.